# 臺中市立大德國民中學
臺中市立大德國民中學，簡稱大德國中，是一所位於台灣臺中市北屯區的市立國民中學。

## 校史沿革
- 1963年2月臺中市政府派督學賴大農先生負責籌劃建校，是年7月先行招考九班，9月起暫借本市大同國小教室上課。
- 1964年元月25日奉臺灣省政府准予在臺中市北屯區陳平里興建校舍，核定校名為「臺中市立第五初級中學」。
- 1965年4月25日一、二期校舍完成啟用，舉行新校舍落成典禮。
- 1968年8月本校改制為「臺中市立第五國民中學」。
- 1971年7月奉命更改校名為「臺中市立大德國民中學」。

## 著名校友
- 周台英：前女足國手，現為台師大副教授。

## 外部連結
- 台中市立大德國民中學  （页面存档备份，存于）